# Хоцькі гори
Хоцькі гори (словац. Chočské vrchy) — гірський масив в центральній Словаччині, частина Фатрансько-Татранської області. Найвища точка — гора Великий Хоч (словац. Veľký Choč), 1608 м.
Масив розтягнувся смугою завдовжки близько 18 км та ширину від 4 до 8 км. Зі сходу межує з Квачанскою долиною, на півночі з Оравським передгір'ям. На заході впирається в масив Шипська-Фатра.
Протікають
- Аннін потік[1]
- Бієла вода[2]
- Турік (потік)